# Vintém de ouro

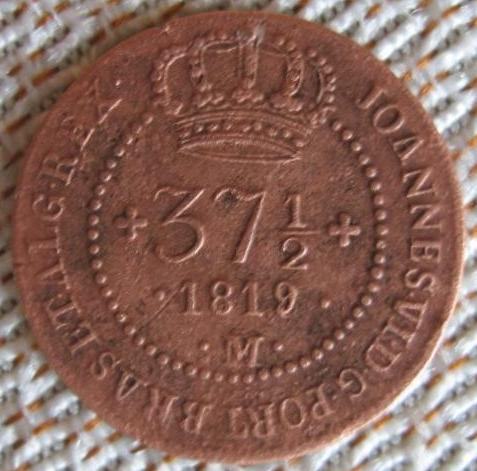
Foto de uma moeda de Vintém-de-Ouro

Vintém de Ouro foi uma moeda colonial brasileira utilizada no século 19, com valor de face de 37,5 réis.

## História
O Sistema Monetário Colonial do Brasil mantinha uma clássica ordem de valores baseados nas dezenas, com seus valores dobrados a cada nível acima de moeda cunhada, portanto com valores de 10, 20, 40, 80, 160, 320, 640 e 960 réis; o que em grande parte minimizava a problemática do troco. No entanto, a província de Minas Gerais produziu um problema tão grave de troco, no início da segunda década do século XIX, que afetou diretamente os interesses da metrópole e exigiu medidas drásticas para evitar grandes perdas ao cofre português.
O problema constituía na grande quantidade de ouro de aluvião que era retirado da região. Este ouro, encontrado aflorando à superfície, na forma de pequenos grãos, era garimpado em bateias e comercializado, muitas vezes ainda bruto. Era o chamado ouro em pó. O peso do ouro era medido em onças e uma unidade muito corrente era a oitava, que constituía a oitava parte da onça, o que corresponde a 3,585 g, também conhecido como dracma. As dificuldades surgiam no momento da comercialização, pois para frações maiores sempre podia encontrar-se troco, mas à medida que estas frações decresciam, a falta de troco acabava por beneficiar os faisqueiros com prejuízo do Reino.
Uma oitava de ouro correspondia a 1200 réis (já descontado o Quinto), o que se podia obter com duas moedas de 640 réis e recebendo-se de troco um cobre de 80 réis; meia (1/2) oitava de ouro (600 réis) por uma moeda de 640 réis e um troco de 40 réis; um quarto (1/4) de oitava de ouro (300 réis) por uma moeda de 320 réis e recebendo-se um troco de 20 réis. O problema começava com um dezesseis avos (1/16) de oitava de ouro (75 réis) que podia se pagar 80 réis e receber 5 de troco, no entanto, desde 1799 não se cunhavam estas moedas, as última foram cunhadas, neste ano, em Lisboa e em pequena quantidade; acresce que o Alvará de 8 de abril de 1809 determinou que o carimbo de Escudete fosse aplicado nas moedas anteriores a 1799, duplicando-lhes o valor; desta forma grande parte das moedas de 5 réis cunhadas em 1786, 1787, 1790 e 1791 passaram a valer 10 réis.
Este ainda não era o maior problema, segundo o historiador Rocha Pombo, o mais normal era se comercializar o metal do fundo de uma bateia, ao final de um dia de trabalho, correspondendo a dois vinténs (um dezesseis avos de oitava). O vintém, como unidade de massa, fazia parte do antigo sistema de unidades portuguesas, e correspondia a um trinta e dois avos de oitava ou 0,112g. Melhorando-se estas contas, vemos que se uma oitava (3,585g) correspondia a 1200 réis, então a trigésima segunda parte de uma oitava (o vintém) correspondia a exatos 37,5 réis.
A impossibilidade dos faisqueiros de dar troco de 5 réis para uma moeda de 80 réis (o preço da baiteia com seus 2 vinténs de ouro custava 75 réis) permitia que na prática eles embolsassem esses 5 réis, era como elevar o preço para 80 réis. Este último caso representava uma perda para a coroa de 6,67% no momento da compra do ouro; isto multiplicado por milhares de operações realizadas mensalmente representava uma perda de muitas onças.
Para resolver o problema, em 1818, a Casa da Moeda do Rio de Janeiro, desativada desde 1734, foi reaberta para cunhar uma das moedas mais intrigantes da história da numismática mundial, o Vintém de Ouro. O nome sugere uma moeda de vinte réis cunhada em ouro, no entanto é uma moeda de cobre que tem no seu anverso o valor de 37 ½ réis, batida no Rio de Janeiro para circular em Minas Gerais. Também neste ano a Casa da Moeda de Minas Gerais, que estava em funcionamento desde 1810, começou a produzir o vintém de Ouro, batendo moedas de 1818 a 1821 e de 1823 a 1828. Entre 1818 e 1821, a Casa da Moeda de Minas Gerais bateu as moedas de 75 réis, dois Vinténs de Ouro. E, ainda, a Casa da Moeda de Goiás também bateu moedas de 75 réis em 1823.
Em conclusão, a moeda chamada de "Vintém de Ouro" nada mais era que uma moeda de cobre, com valor de face de 37,5 réis, que era o valor exato de um vintém de ouro (0,112 gramas de ouro). Que foi cunhada para que duas delas totalizassem os 75 réis necessários para pagar os faisqueiros e eliminar o prejuízo da coroa portuguesa.